# Högshultasjön, Halland
Högshultasjön är en sjö i Falkenbergs kommun i Halland och ingår i Ätrans huvudavrinningsområde.